# Unthinkable
Unthinkable är en amerikansk långfilm från 2010 i regi av Gregor Jordan, med Samuel L. Jackson, Carrie-Anne Moss, Michael Sheen och Stephen Root i rollerna. Filmen släpptes direkt på DVD och Blue-Ray 15 juni 2010.

## Handling
FBI-agenter fångar in Steven Arthur Younger (Michael Sheen). Han har släppt ett videoband där han lovar att spränga av tre atombomber i amerikanska städer. En brutal förhörsledare H (Samuel L. Jackson) tas in för att få mannen att tala.

## Rollista
| Samuel L. Jackson | – Henry Harold 'H' Humphries |
| Carrie-Anne Moss  | – Agent Helen Brody          |
| Michael Sheen     | – Steven Arthur Younger      |
| Stephen Root      | – Charles Thompson           |
| Lora Kojovic      | – Rina Humphries             |
| Martin Donovan    | – Jack Saunders              |
| Gil Bellows       | – Agent Vincent              |
| Vincent Laresca   | – Agent Leandro              |
| Brandon Routh     | – Agent D.J. Jackson         |
| Joshua Harto      | – Agent Phillips             |
| Holmes Osborne    | – General Paulson            |
| Michael Rose      | – Överste Kerkmejian         |
| Randy Oglesby     | – Mr. Bradley                |
| Benito Martinez   | – Alvarez                    |
| Sasha Roiz        | – Förhörsledare Lubitchich   |